# 칠엽수
칠엽수(七葉樹, 학명: Aesculus turbinata)는 낙엽이 지는 교목으로서, 높이 30m, 폭 2m 안팎의 큰 나무이다. 잎은 5∼7개의 작은잎으로 이루어진 큰 손꼴 겹잎으로 마주 달린다. 초여름이 되면, 여러 개의 분홍색을 띤 흰꽃이 원추꽃차례를 이루면서 달린다. 각각의 꽃은 4개의 꽃잎과 꽃 밖으로 나오는 긴 수술을 가지고 있다. 열매는 지름 5cm 정도 되는 공 모양인데, 가을에 익으면 3쪽으로 갈라진다. 일본의 특산종으로서 한국에서는 경기 이남에서 관상용으로 심고 있다. 타닌을 제거한 열매는 식용으로 쓴다.

번식은  8월에 종자를 채취한 후 곧 건사저장하였다가 봄에 파종하거나 채종 즉시 파종한다.

## 사진

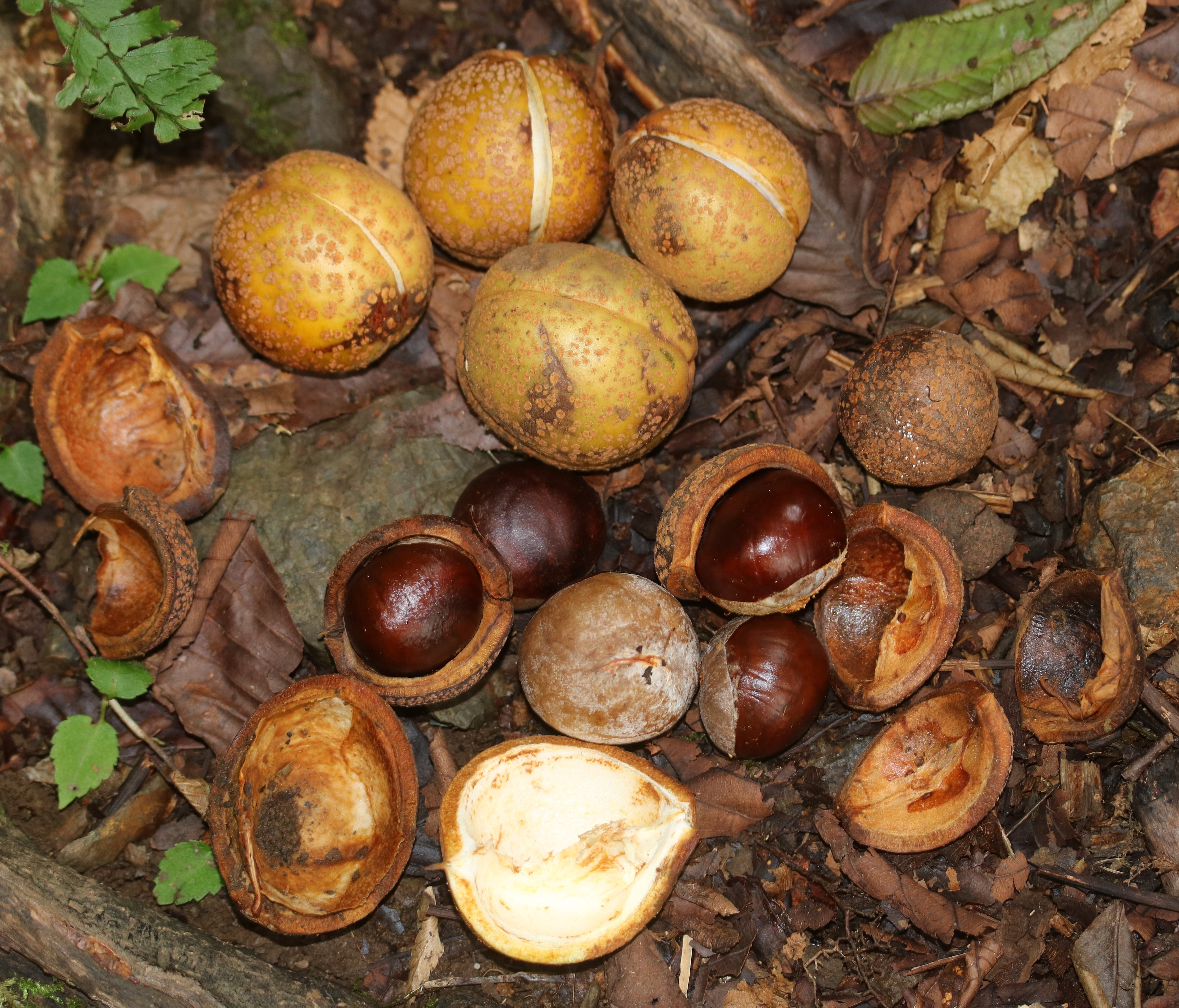
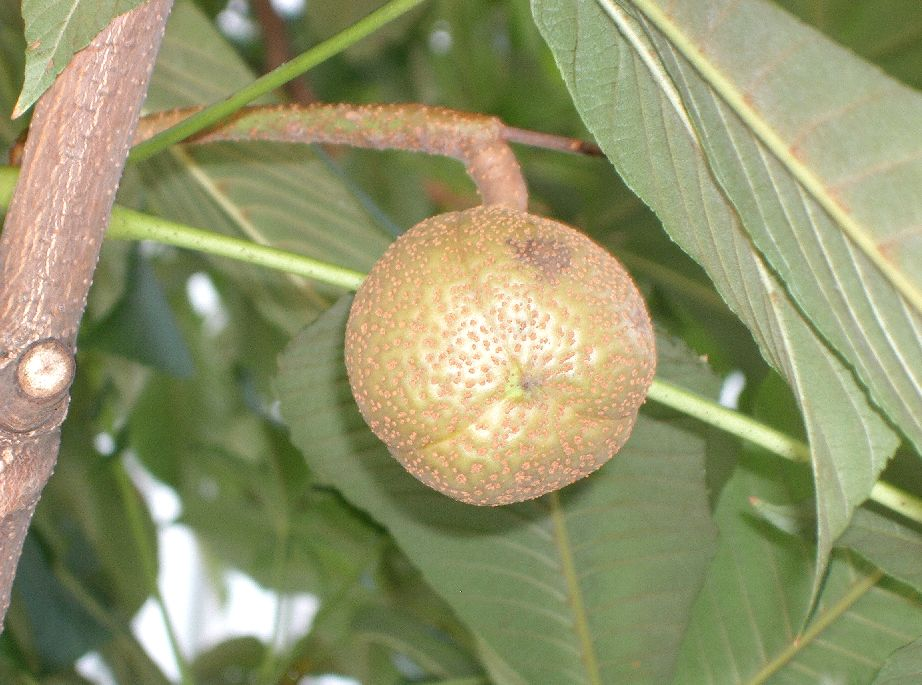
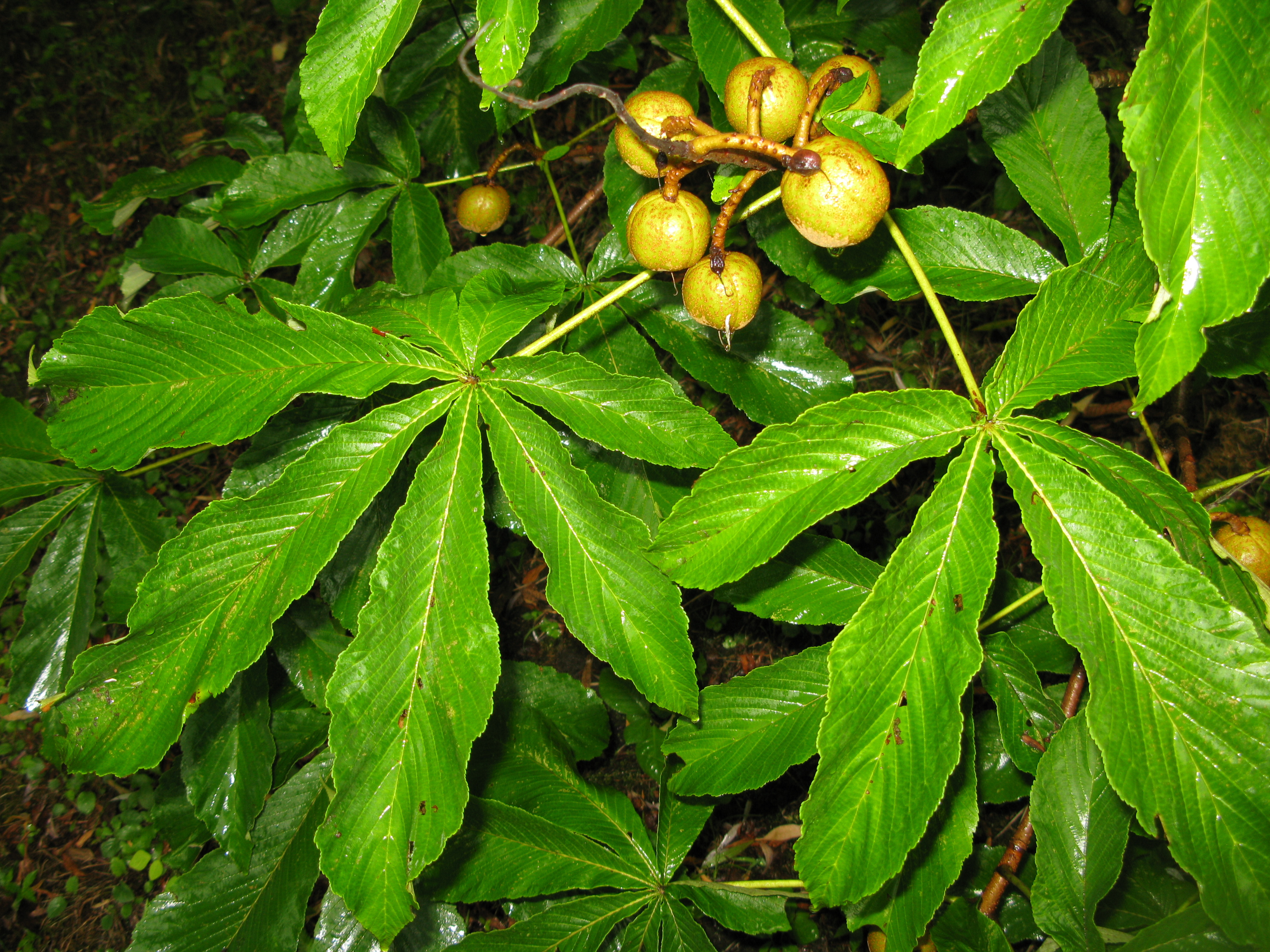